# 107国道
24°25′10″N 112°40′08″E / 24.4194816°N 112.6688947°E
107国道（“国道107线”、“G107线”、京港线）是在中国的一条国道，起点为北京，终点为广东深圳罗湖文锦渡口岸大门107国道终点标志，并连接香港，全程2658.056公里（文锦渡口岸里程标：K2658+056）。
这条国道经过北京、河北、河南、湖北、湖南和广东6个省级行政区域，其中廣州至深圳一段稱為廣深公路。

## 并行线路
与107国道基本并行的公路主要有京港澳高速公路。

## 里程表
| 城市名               | 距起点距离（公里） |
| 北京市               | 0                  |
| 北京市房山区良乡地区 | 24                 |
| 河北省保定市涿州市   | 72                 |
| 河北省保定市高碑店市 | 97                 |
| 河北省保定市定兴县   | 105                |
| 河北省保定市徐水区   | 136                |
| 河北省保定市         | 162                |
| 河北省保定市望都县   | 196                |
| 河北省保定市定州市   | 225                |
| 河北省石家庄市新乐市 | 261                |
| 河北省石家庄市正定县 | 285                |
| 河北省石家庄市       | 304                |
| 河北省石家庄市元氏县 |                    |
| 河北省石家庄市高邑县 | 365                |
| 河北省邢台市内丘县   |                    |
| 河北省邢台市         | 437                |
| 河北省邯郸市沙河市   |                    |
| 河北省邯郸市永年区   |                    |
| 河北省邯郸市         | 497                |
| 河北省邯郸市磁县     | 524                |
| 河南省安阳市         | 558                |
| 河南省安阳市汤阴县   | 580                |
| 河南省鹤壁市         | 600                |
| 河南省鹤壁市淇县     | 620                |
| 河南省新乡市卫辉市   |                    |
| 河南省新乡市         | 670                |
| 河南省郑州市         | 753                |
| 河南省开封市尉氏县   | 800                |
| 河南省许昌市长葛市   | 822                |
| 河南省许昌市         | 848                |
| 河南省漯河市临颍县   | 877                |
| 河南省漯河市         | 907                |
| 河南省驻马店市西平县 | 939                |
| 河南省驻马店市遂平县 | 969                |
| 河南省驻马店市       | 992                |
| 河南省驻马店市确山县 | 1014               |
| 河南省信阳市         | 1096               |
| 湖北省孝感市孝昌县   | 1205               |
| 湖北省孝感市         | 1256               |
| 湖北省武汉市         | 1333               |
| 湖北省咸宁市         | 1427               |
| 湖北省咸宁市赤壁市   | 1476               |
| 湖南省岳阳市临湘市   | 1535               |
| 湖南省岳阳市         | 1580               |
| 湖南省长沙市         | 1734               |
| 湖南省湘潭市         | 1784               |
| 湖南省衡阳市衡山县   | 1859               |
| 湖南省衡阳市         | 1925               |
| 湖南省衡阳市耒阳市   | 1992               |
| 湖南省郴州市         | 2075               |
| 湖南省郴州市宜章县   | 2050               |
| 广东省清远市连州市   | 2256               |
| 广东省清远市阳山县   | 2328               |
| 广东省清远市         | 2454               |
| 广东省广州市         | 2496               |
| 广东省东莞市         |                    |
| 广东省深圳市         | 2658.056           |

## 历史
107国道途径中国南北六大省级行政区省会，交通地位极其重要。虽然1981年才正式采用编号，但其路网发展也有百年，最早一段可追溯至1923年完工的长潭公路。但全线直至20世纪80年代末才形成双向四车道水泥路的规模。此后发展加快，经过沿路各地不断的扩建，改线，才形成现有的规模。因此里程变化较大。

### 北京段

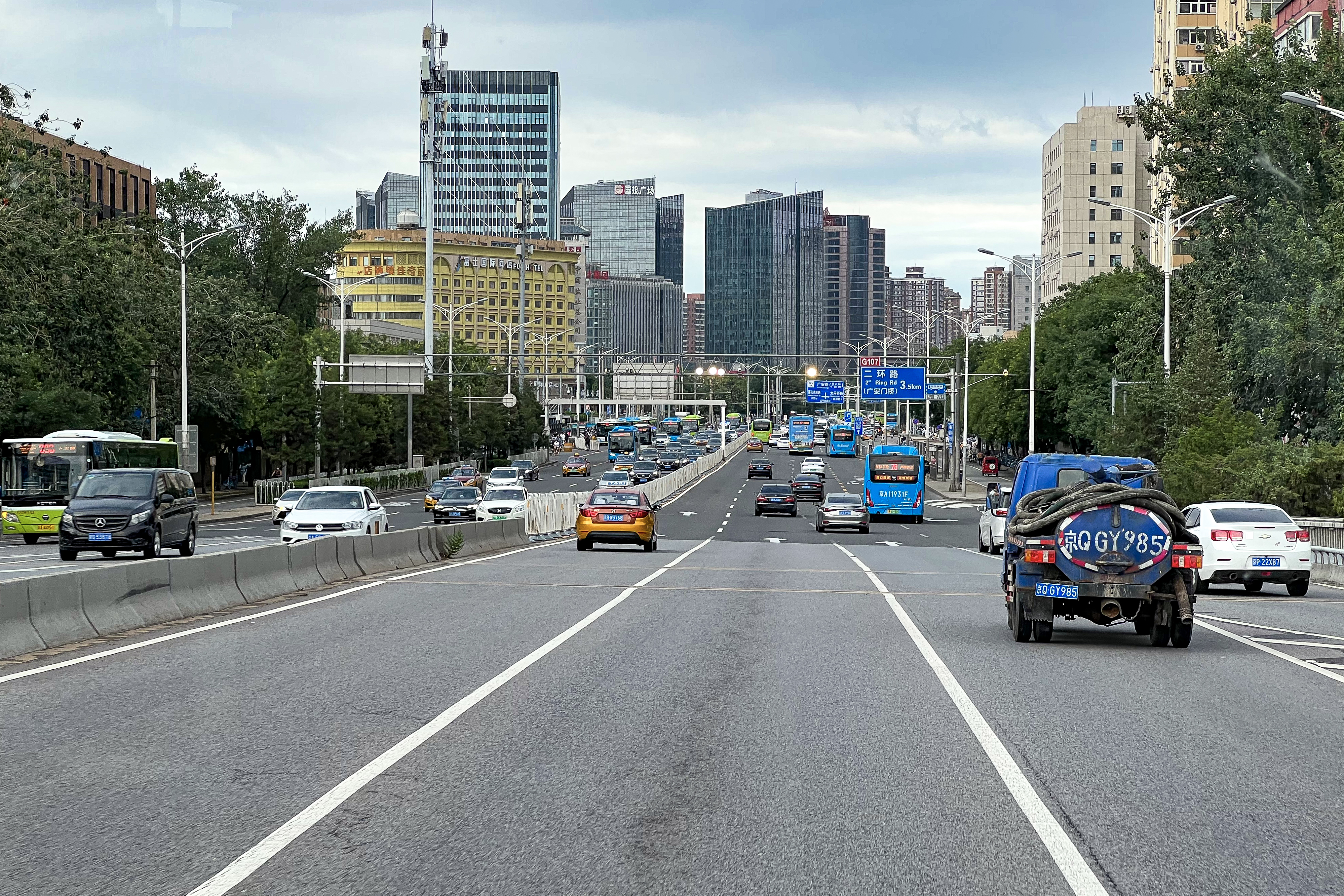
六里桥东侧的广安路

107国道北京段始于广安路。在六里桥以西，广安路主路与京港澳高速公路相接，京港澳高速南侧辅路仍称广安路，北侧辅路则称G4辅路。广安路在西局西路以东为进京方向单行线，西局西路以西则为双向道路，而经由107国道六里桥以西段的西行公交线路会从北侧的G4辅路行驶至小井桥后左转至万丰路，在小井桥以南右转至广安路；广安路在西四环岳各庄南桥以西改称卢沟桥路，大瓦窑桥以西为卢沟桥南路，至杜家坎环岛转向南称周口店路。
长期以来，良乡新城未能解决国道穿越城区的问题，货车穿城导致噪音污染问题持续困扰居民，为此北京市于2006年批复了长周路改建工程，该工程从北京市第十中学南侧的赵辛店桥引出，将既有长韩路进行加宽改建后在公议庄村折向西建设通往周口店镇新街村的新路，以L型走向绕开良乡新城，该路段2009年6月26日通车，赵辛店至公议庄至小十三里段并入107国道（公议庄至良常路段与230国道共线），紫码路至新街村段则为234国道的一部分，原107国道良乡城区段改为昊天大街。后来随着北京地铁房山线的建设，原107国道在长虹东路被切断以修建地铁良乡南关站，昊天大街在良乡东路以南改为转向东南与长虹东路相接。
107国道曾长期借道琉璃河石桥，该桥1984年5月24日被公布为北京市文物保护单位。出于对文物保护的要求，该桥西侧30米处于1998年6月1日开始兴建107国道新琉璃河大桥，新桥1999年10月25日竣工通车后，旧桥不再承担运输职能。
107国道北京段终点为琉璃河地区与涿州东仙坡镇交界处的跨挟括河桥。

### 河北段
107国道北起涿州市东仙坡镇挟河桥。

### 湖南段
以长沙为分界，分为岳阳临湘羊楼司至长沙段，长沙至郴州宜章段。
岳阳临楼司至长沙段可追溯至1944年日本侵略军侵占长沙后，修建岳阳通长沙的行车便道，线路选择在粤汉铁路以东，长岳古驿道西侧的傍山地带，自岳阳三眼桥起，经郭镇、新开塘、木鱼山、越新墙河、再沿长湖、洪图、界牌、新市、黄柏、青山铺过黑石渡以达长沙，共210公里。全线路基甚低，有的仅与两侧田垅等高，有的沿山脊布线；路面宽仄不一，仅20公里铺少量砂石；新墙河设浅水便桥，黑石渡设临时渡口，以供其军用车勉强通行。抗日战争胜利后，国民政府“战时运输管理局”曾拨款2千元，交由第四方面军进行整修，临时利用该线从事“复员”运输。民国36年（1947）1月，因战前所建湘鄂东线（自平江界上通鄂）、湘鄂西线（自澧县东岳庙通鄂）已修复通车，岳阳、湘阴等县人民迭次请求省政府将此路还为田，长沙市参议会亦持此议，省政府遂允准沿线各县毁路还田。在湖南解放后的1955年，临湘县人民政府为发展境内交通，以民工建勤方式，按原便道走向，率先修筑尖山至临湘县城的公路14.13公里；自50年代中期至60年代中期，岳阳县主要采取民工建勤方式，以县城为中心，向南北两端筑路，分4期建成平田至范家铺53.7公里的简易公路；与此同时，汨罗县亦建成界牌岭至剑头山67.25公里的路基，临湘县建成县城至路口铺13公里的简易公路和羊搂司至尖山2.37公里的三级公路，长沙县建成青山铺至水渡河和水渡河至洪山庙共31公里的简易公路；70年代中期，岳阳县再建成范家铺至界牌岭6公里的三级公路；至1979年9月，长沙县接通剑头山至青山铺1.7公里的“断头路”。至此107国道湖南段正式全通。
长沙至郴州宜章段分为长潭公路，潭衡公路，衡郴公路，郴宜公路，宜小公路。民国时期已经全通，是当时湖南南下的唯一道路。
民国2年（1913）春，湖南都督谭延闿为使省城长沙与重镇湘潭，在军事上成犄角之势，以利控制政局，决定以省财税节余兴筑长潭公路，特成立“湖南军路局”进行施工，但当年冬季因政局动荡停建。民国5年8月，谭延闿复主湘政，又复工续修。嗣后，因军阀混战，工程时作时辍，至民国10年秋始完竣。时此路起于省城四十九标营房，经大托铺、暮云市、易家湾，至湘潭县城（今湘潭市）东岸盐码头止，全长50.11公里。由于财力与技术的局限线型不尽合理，标准较低，但为中国第一条现代公路。
长潭公路通车后的第二年（1923年）6月，湘南镇守使兼善后督办唐生智着手修建衡（阳）郴（县）公路。民国14年（1925）9月，衡阳东阳渡至耒阳驷马桥的路基工程完成，由官督民办的湘南汽车路局接办，分衡（阳）耒（阳）、耒郴（县）两个工区施工。16年10月，衡阳至高亭司一段竣工通车；17年12月，衡郴全段公路竣工通车。
衡郴公路接近竣工时，开始对（湘）潭衡（阳）线进行测设，并筹划兴筑施工事宜。民国18年11月续建潭衡公路，于次年（1930年）4月竣工通车。至此，长沙、湘潭、衡阳、郴县已一线相连。
在衡郴线竣工时，当局即开始测量兴修郴宜（章）公路。民国18年2月正式开工，是年秋，工地“疾疫大作”，“工人三千，非死则徙”，以致“工程无形停顿者三、四月”。湖南全省公路局成立后，继续组织施工，19年8月又因战事“奉令停工”；20年10月再度复工，直至21年6月始告完成。但宜章至小塘（10公里）接通粤境公路，因工程艰巨，几经勘测、研究，22年4月才动工，1千余名筑路工人和技职人员，历9个月的努力，至23年1月始完竣。至此，长沙至湘粤边境的公路历时20年遂全线贯通。此路修成后，时称“湘粤线”。
解放后，政府对长沙至湘潭段进行改建，部分路段适应城市建设予以改线，在1980年之前基本上达到二级公路标准的沥青路面；湘潭至衡阳亦已建成沥青路，唯路面宽度尚在9～10米间；另建成湘潭湘江大桥、涟水大桥、涓水大桥、衡阳湘江大桥取代渡口。

### 广东段

#### 清远——广州段
全线由原坪（石）卡（房）线和广（州）江（华）线组成。坪卡公路于1930年由私商班车和当地绅士集资分期分段兴建，
广江线也是分期分段修筑，其中广州至花县公路是1929年建成，1931年三（水）花（县）公路中的新街至五和一段建成，五和大桥架构建成但未能通车。1935年，建成国泰圩至炭步圩的国炭段公路（现107国道赤坭至国泰段及花都大道赤坭至炭步段）。1936年，清（远）花（县）公路从清远石角圩至花县军田路段（现107国道石角至国泰段及381省道国泰至狮岭段）通车。中华人民共和国成立后，1953年，从新华经岐山西连至赤坭段也完工通车。1955年至50年代末，上述路段开始编入广（州）江（华）线，并对新华至国泰路段进行改造。1966年4月，位于江高镇的江村大桥建成通车。1970年代，花都段从砂石路面陆续改为沥青路面。
1987年国道107线全线按二级路标准改造。

## 各地分段
由北往南排列，斜体为重要节点

### 北京市
西城区：正阳门（中国公路零公里标志）——前门西大街——宣武门东大街——宣武门西大街——长椿街——广安门内大街——广安门桥（107国道里程计数起点）——广安门外大街——广安路——北京西站南路口
丰台区：北京西站南路口——广安路——岳各庄桥——卢沟桥路——大瓦窑桥——卢沟桥南路——卢沟新桥（旧线；卢沟桥）——杜家坎圆环——周口店路（京周路）——赵辛店立交
房山区：赵辛店立交——京深路——琉璃河京冀界

### 河北省

#### 保定市
涿州市：琉璃河京冀界——京深路——涿州桥——城西大街——长城桥——半壁店西街——三义街——学校街——京广北大街——
高碑店市：——京广北大街——高碑店车站路口——京广南大街——辛告村——
定兴县：——辛告村——新国道大街——大沟路口（旧线：辛告村——国道大街——大沟路口——）——北河车站街——国道路段——固城车站大街——六里铺——
徐水区：六里铺——长城北大街——徐水火车站——长城北大街——
莲池区：——长城北大街——北三环路口——北三环路——西三环路
竞秀区：——北三环路——西三环路——于家庄环岛——建国路——赵庄镇
望都县：赵庄镇——二环路——兴旺路——南阳村（旧线：赵庄镇——阳光北大街——阳光南大街——庆都西路——兴旺路——南阳村）
唐县：南阳村——兴旺路——王京
定州市：王京——国道路段——

#### 石家庄市
新乐市：
正定县：
长安区：
裕华区：
栾城区：
元氏县：
高邑县：

### 河南省

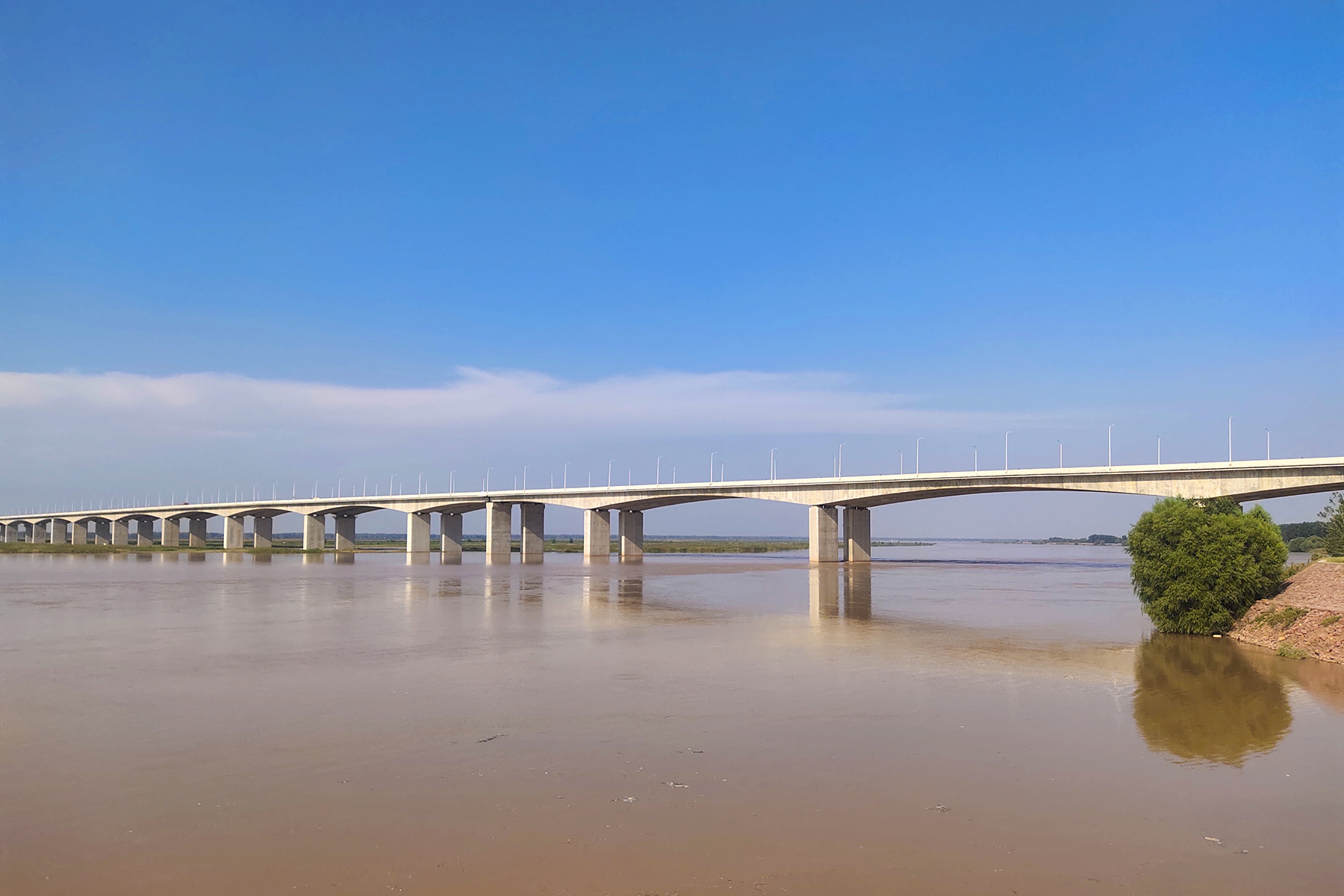
官渡黄河大桥

#### 新乡市
原阳县：——官渡黄河大桥（旧线：——郑州黄河公路大桥）

#### 郑州市
中牟县：官渡黄河大桥——
（旧线：惠济区：郑州黄河公路大桥——）

### 湖北省

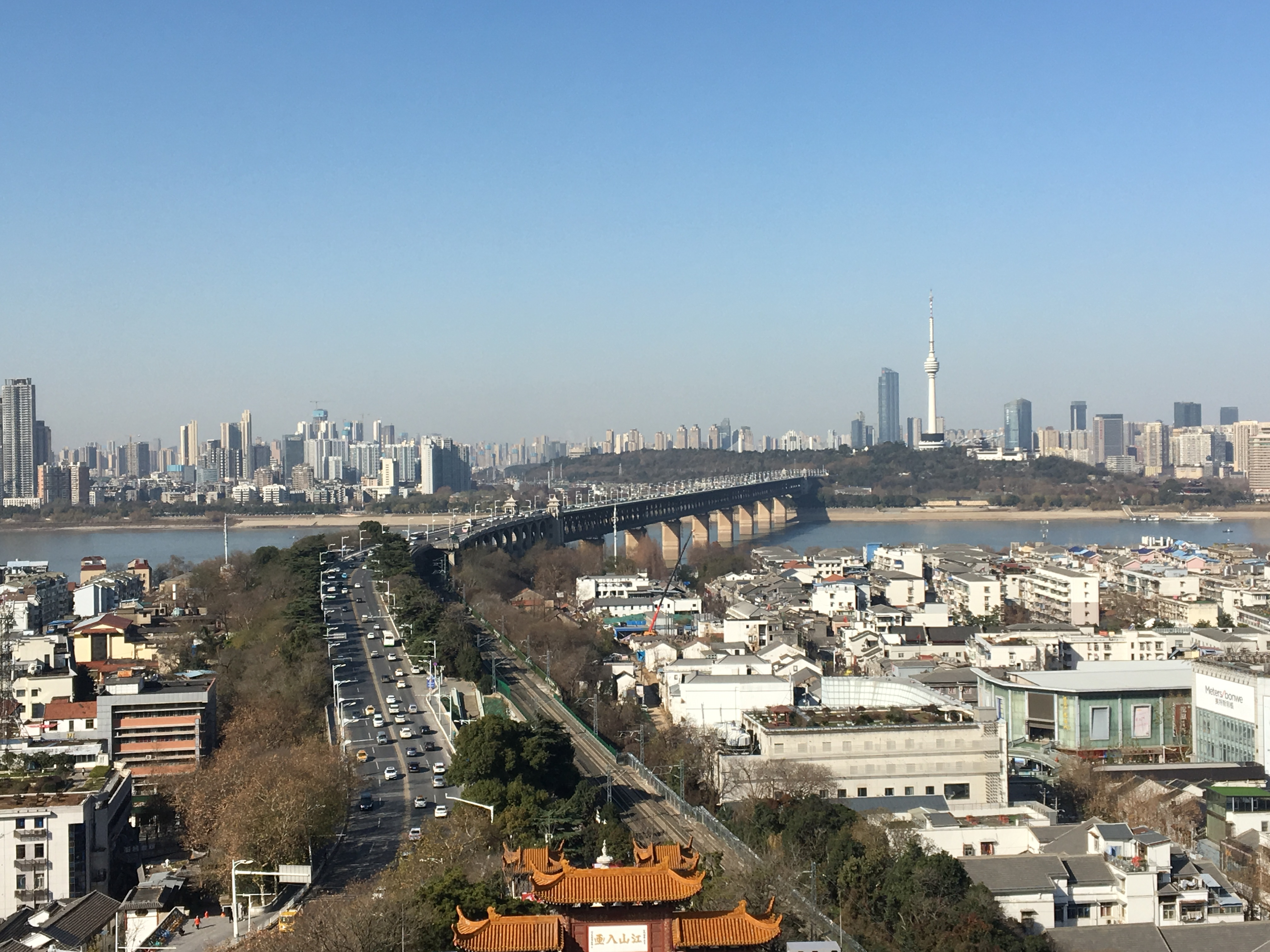
武汉长江大桥

#### 武汉市
汉阳区—武昌区：武汉长江大桥

### 湖南省

#### 长沙市
2017年前的走向
长沙县：东升路
芙蓉区：亚大路——远大路——车站中路——韶山北路
雨花区：韶山北路——韶山中路——韶山南路——先锋路
天心区：先锋路——中意路——芙蓉大道
2017年后走向：
长沙县：黄江路——香樟路——韶山路
雨花区：香樟路——韶山路

### 广东省

#### 清远市

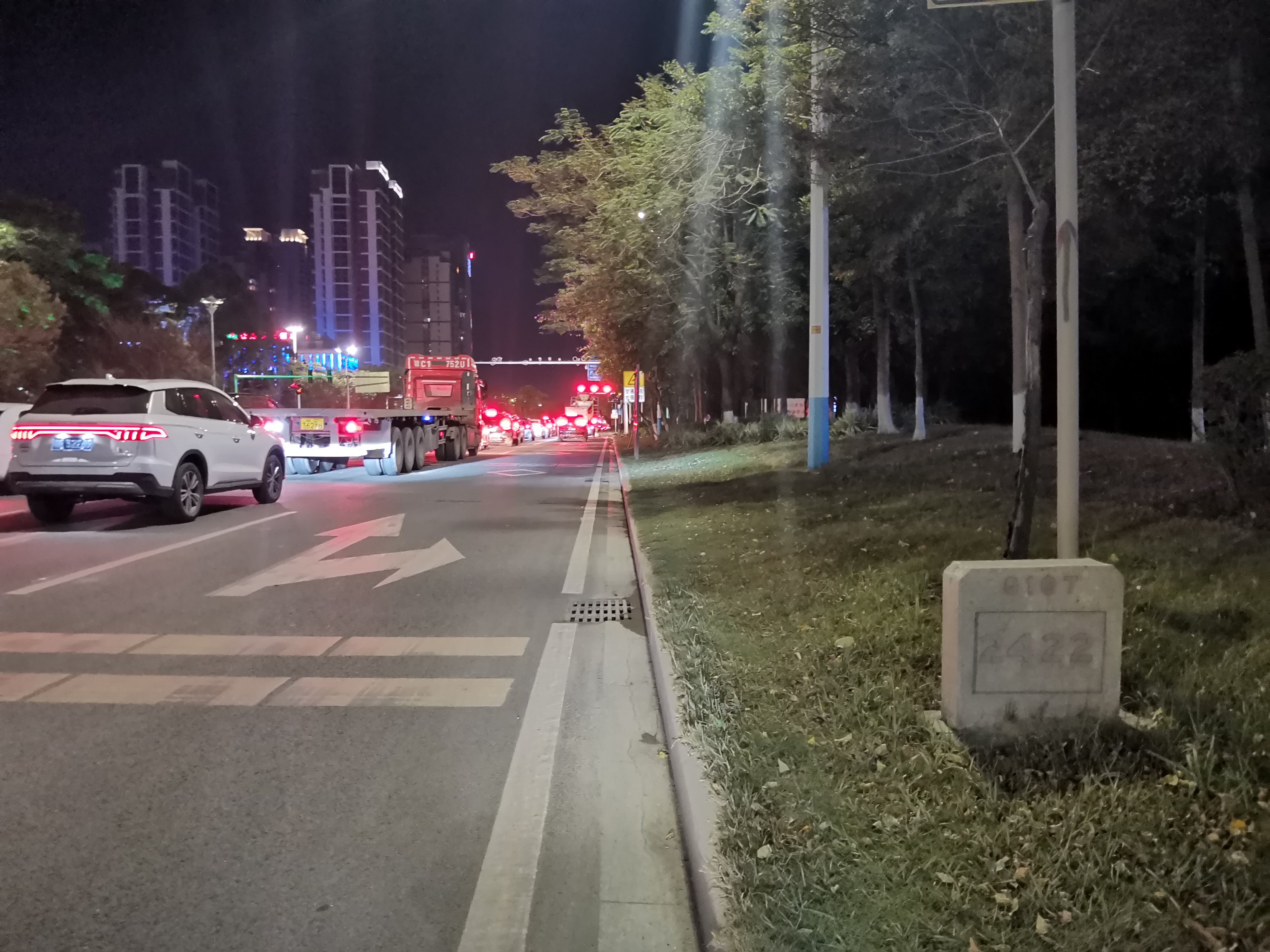
位于清远大道的107国道2422公里里程碑

连州市—清新区：清连二级公路（原 114省道（清新－连州）及 259省道（连州－凤头岭））

（旧线：原清连一级公路，现 清连高速公路）
连州市中心：连江路——城南大道
阳山县中心：花溪大桥——韩愈路
清新区禾云镇：禾云大道
清新区：迳口——清和大道——城西大道—清新大道路口
清城区：城西大道——清远大桥——江南北路——人民四路——人民三路——广清大道——清远大道——狮子湖大道——清三公路——新基路口（与 240国道共线）——赤清大道（旧线：广清大道——银盏收费站/古钱岭收费站—— 广清高速公路）

#### 广州市

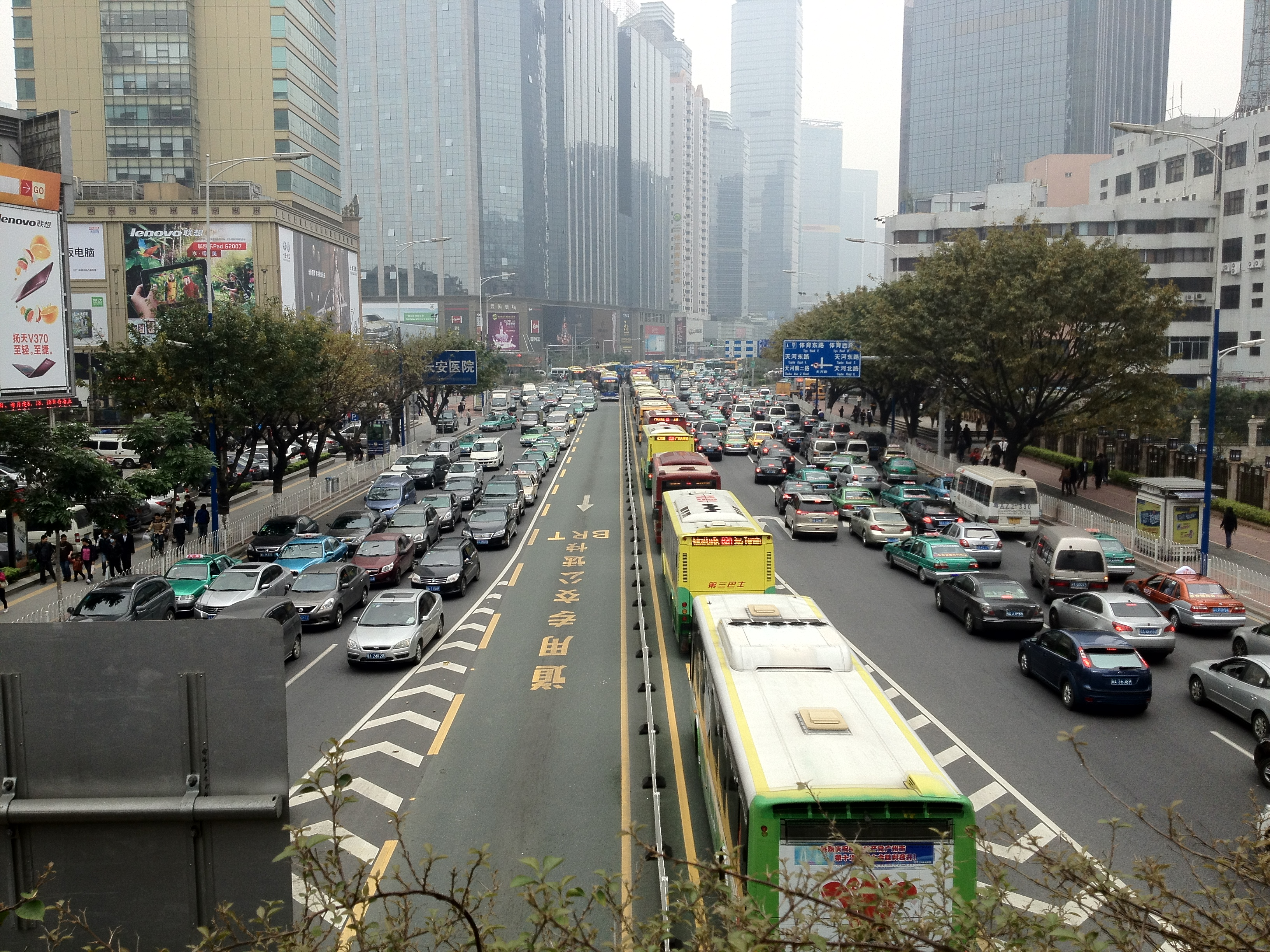
广州BRT设于107国道广州段天河路－黄埔东路沿线。图为天河路，中间为BRT车道。

- 白云大道黄石路口至天河立交一段，与 105国道共线[14]

花都区：赤清大道——赤坭大道——风神大道——农新路——云山大道——花城路——新亚大桥——广花一级公路（广花六路——广花五路）
白云区：广花一级公路（广花四路——广花一路）——鹤龙路口——机场路——黄石立交——黄石东路——白云大道路口——白云大道南——下塘西路
越秀区：下塘西路——童心路——环市中路——环市东路——天河路——天河立交
天河区：天河立交——天河路——中山大道——鱼珠路口
（旧线： 广清高速公路——庆槎路——增槎路——西场立交——东风路——中山一立交——黄埔大道——黄埔大道支线——中山大道东——鱼珠路口）
黄埔区：鱼珠路口——黄埔东路——康南路口
增城区：康南路口——广深大道——泥紫桥

#### 东莞市
泥紫桥——莞穗路——江南大桥——莞穗路——蓬庙大桥——金鳌路——宏远路——三元路——长泰路——莞长路（旧线：江南大桥——莞穗路——万江大桥——可园路——可园南路—— 莞太路—— 太安路）——黄郎二桥——

#### 深圳市
宝安区：黄郎二桥——广深公路——深南北环立交

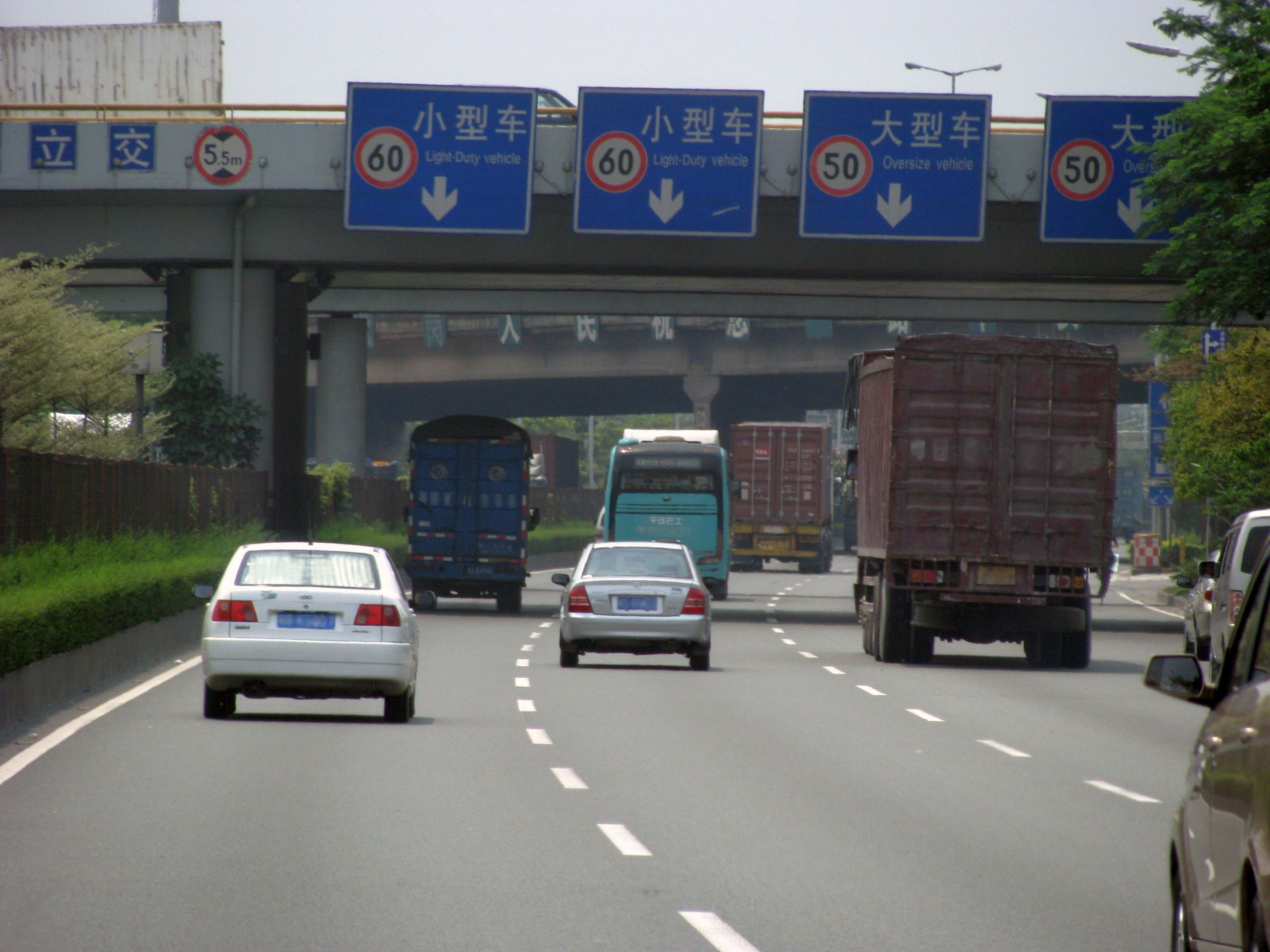
107国道深圳宝安区路段（广深公路）

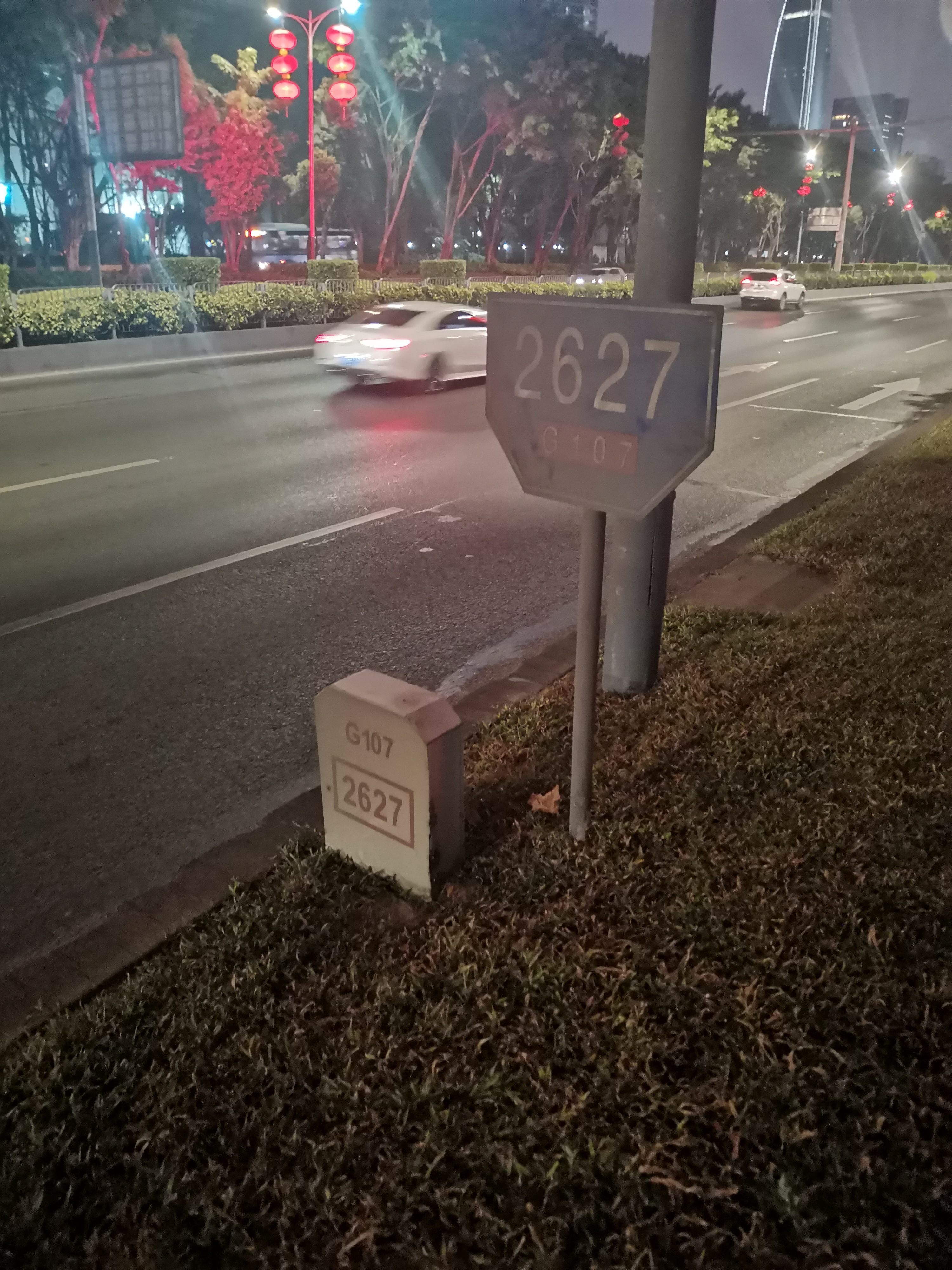
2627千米里程，位于宝安区交通运输局路段

南山区——福田区：深南北环立交——北环大道——泥岗西路——红岭泥岗立交（旧线：南头检查站（现深南北环立交）——前海路——深南公路（深南大道、深南中路）——红岭深南路口）
罗湖区：红岭泥岗立交——泥岗东路——布心路——爱国路——文锦中路（旧线：红岭深南路口——深南公路（深南东路）——深南文锦路口）——文锦南路———文锦渡口岸（终点）